# Broniwka
Broniwka (ukrainisch Бронівка; russisch Броневка Bronewka) ist ein Dorf im Westen der ukrainischen Oblast Chmelnyzkyj mit etwa 301 Einwohnern.

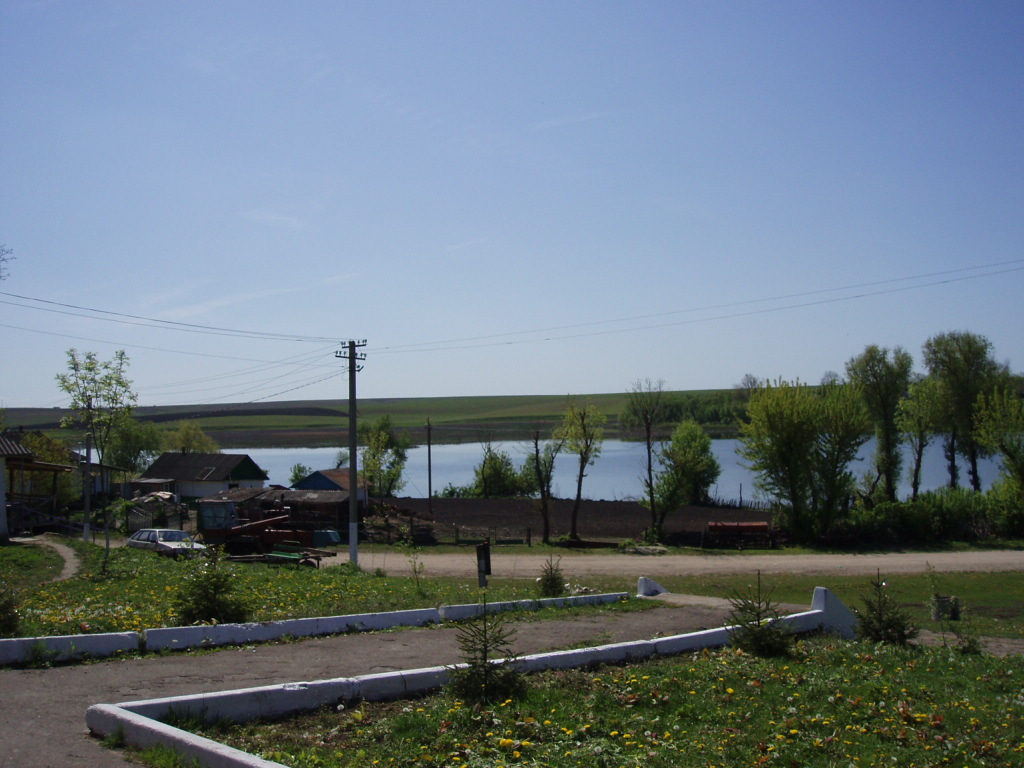
Blick auf den Fluss Bowenez

Die in der zweiten Hälfte des 16. Jahrhunderts erstmals schriftlich erwähnte Ortschaft liegt auf einer Höhe von 310 m am Ufer des Bowenez (Бовенець), einem 42 km langen, linken Nebenfluss des Sbrutsch, der hier zwei Teiche bildet.
Im Dorf gibt es einen Kindergarten, eine Grundschule, ein Kulturhaus, eine Bibliothek, eine Rettungsstation, eine in Renovierung befindliches Kirchengebäude und Geschäfte zur Nahversorgung.
Broniwka befindet sich 7 km südlich vom Gemeindezentrum Wijtiwzi, 25 km südöstlich vom ehemaligen Rajonzentrum Wolotschysk und etwa 40 km westlich vom Oblastzentrum Chmelnyzkyj.
Am 13. August 2015 wurde das Dorf ein Teil der neugegründeten Siedlungsgemeinde Wijtiwzi, bis dahin bildete es zusammen mit dem Dorf Wydawa (Видава) die Landratsgemeinde Broniwka (Бронівська сільська рада/Broniwska silska rada) im Westen des Rajons Wolotschysk.
Am 17. Juli 2020 kam es im Zuge einer großen Rajonsreform zum Anschluss des Rajonsgebietes an den Rajon Chmelnyzkyj.